# Selecció de futbol de Gal·les
La selecció de futbol de Gal·les representa al País de Gal·les a les competicions internacionals de futbol. És controlada per la Football Association of Wales. El primer partit internacional de la selecció Gal·lesa fou contra Escòcia el març del 1876 a Glasgow amb derrota per 0-4. Només ha jugat dos Mundials (1958 i 2022). L'any 1958 arribà a quarts de final, perdent contra el futur campió Brasil. Juga al Millennium Stadium de Cardiff.

## Participacions en la Copa del Món
Campions      Finalistes      Tercers      Quarts
| Any   | Fase             | Posició          | PJ               | PG               | PE               | PP               | GF               | GC               |
| ----- | ---------------- | ---------------- | ---------------- | ---------------- | ---------------- | ---------------- | ---------------- | ---------------- |
| 1930  | No hi participà  | No hi participà  | No hi participà  | No hi participà  | No hi participà  | No hi participà  | No hi participà  | No hi participà  |
| 1934  | No hi participà  | No hi participà  | No hi participà  | No hi participà  | No hi participà  | No hi participà  | No hi participà  | No hi participà  |
| 1938  | No hi participà  | No hi participà  | No hi participà  | No hi participà  | No hi participà  | No hi participà  | No hi participà  | No hi participà  |
| 1950  | No es classificà | No es classificà | No es classificà | No es classificà | No es classificà | No es classificà | No es classificà | No es classificà |
| 1954  | No es classificà | No es classificà | No es classificà | No es classificà | No es classificà | No es classificà | No es classificà | No es classificà |
| 1958  | Quarts de Final  | 6è               | 5                | 1                | 3                | 1                | 4                | 4                |
| 1962  | No es classificà | No es classificà | No es classificà | No es classificà | No es classificà | No es classificà | No es classificà | No es classificà |
| 1966  | No es classificà | No es classificà | No es classificà | No es classificà | No es classificà | No es classificà | No es classificà | No es classificà |
| 1970  | No es classificà | No es classificà | No es classificà | No es classificà | No es classificà | No es classificà | No es classificà | No es classificà |
| 1974  | No es classificà | No es classificà | No es classificà | No es classificà | No es classificà | No es classificà | No es classificà | No es classificà |
| 1978  | No es classificà | No es classificà | No es classificà | No es classificà | No es classificà | No es classificà | No es classificà | No es classificà |
| 1982  | No es classificà | No es classificà | No es classificà | No es classificà | No es classificà | No es classificà | No es classificà | No es classificà |
| 1986  | No es classificà | No es classificà | No es classificà | No es classificà | No es classificà | No es classificà | No es classificà | No es classificà |
| 1990  | No es classificà | No es classificà | No es classificà | No es classificà | No es classificà | No es classificà | No es classificà | No es classificà |
| 1994  | No es classificà | No es classificà | No es classificà | No es classificà | No es classificà | No es classificà | No es classificà | No es classificà |
| 1998  | No es classificà | No es classificà | No es classificà | No es classificà | No es classificà | No es classificà | No es classificà | No es classificà |
| 2002  | No es classificà | No es classificà | No es classificà | No es classificà | No es classificà | No es classificà | No es classificà | No es classificà |
| 2006  | No es classificà | No es classificà | No es classificà | No es classificà | No es classificà | No es classificà | No es classificà | No es classificà |
| 2010  | No es classificà | No es classificà | No es classificà | No es classificà | No es classificà | No es classificà | No es classificà | No es classificà |
| 2014  | No es classificà | No es classificà | No es classificà | No es classificà | No es classificà | No es classificà | No es classificà | No es classificà |
| 2018  | No es classificà | No es classificà | No es classificà | No es classificà | No es classificà | No es classificà | No es classificà | No es classificà |
| 2022  | Primera fase     | 30s              | 3                | 0                | 1                | 2                | 1                | 6                |
| 2026  | Pendent          | Pendent          | Pendent          | Pendent          | Pendent          | Pendent          | Pendent          | Pendent          |
| 2030  | Pendent          | Pendent          | Pendent          | Pendent          | Pendent          | Pendent          | Pendent          | Pendent          |
| 2034  | Pendent          | Pendent          | Pendent          | Pendent          | Pendent          | Pendent          | Pendent          | Pendent          |
| Total | Quarts de final  | Quarts de final  | 8                | 1                | 4                | 3                | 5                | 10               |

### Suècia 1958

#### Primera fase: Grup 3
| Pos | Equip   | PJ | PG | PE | PP | GF | GC | GR    | Pts | Classificació                      |
| --- | ------- | -- | -- | -- | -- | -- | -- | ----- | --- | ---------------------------------- |
| 1   | Suècia  | 3  | 2  | 1  | 0  | 5  | 1  | 5,000 | 5   | Avança a la segona fase            |
| 2   | Hongria | 3  | 1  | 1  | 1  | 6  | 3  | 2,000 | 3   | Van disputar un partit de desempat |
| 3   | Gal·les | 3  | 0  | 3  | 0  | 2  | 2  | 1,000 | 3   | Van disputar un partit de desempat |
| 4   | Mèxic   | 3  | 0  | 1  | 2  | 1  | 8  | 0,125 | 1   |                                    |

| Hongria   | 1–1     | Gal·les        |
| --------- | ------- | -------------- |
| Bozsik 5' | Informe | J. Charles 27' |

| Mèxic        | 1–1     | Gal·les          |
| ------------ | ------- | ---------------- |
| Belmonte 89' | Informe | I. Allchurch 32' |

| Suècia | 0–0     | Gal·les |
| ------ | ------- | ------- |
|        | Informe |         |

Partit pel segon lloc:
| Gal·les                       | 2–1     | Hongria   |
| ----------------------------- | ------- | --------- |
| I. Allchurch 55' · Medwin 76' | Informe | Tichy 33' |

#### Segona fase

##### Quarts de final
| Brasil   | 1–0     | Gal·les |
| -------- | ------- | ------- |
| Pelé 66' | Informe |         |

## Participacions en el Campionat d'Europa
| Any   | Fase             | Posició          | PJ               | PG               | PE               | PP               | GF               | GC               |
| ----- | ---------------- | ---------------- | ---------------- | ---------------- | ---------------- | ---------------- | ---------------- | ---------------- |
| 1960  | No participà     | No participà     | No participà     | No participà     | No participà     | No participà     | No participà     | No participà     |
| 1964  | No es classificà | No es classificà | No es classificà | No es classificà | No es classificà | No es classificà | No es classificà | No es classificà |
| 1968  | No es classificà | No es classificà | No es classificà | No es classificà | No es classificà | No es classificà | No es classificà | No es classificà |
| 1972  | No es classificà | No es classificà | No es classificà | No es classificà | No es classificà | No es classificà | No es classificà | No es classificà |
| 1976  | No es classificà | No es classificà | No es classificà | No es classificà | No es classificà | No es classificà | No es classificà | No es classificà |
| 1980  | No es classificà | No es classificà | No es classificà | No es classificà | No es classificà | No es classificà | No es classificà | No es classificà |
| 1984  | No es classificà | No es classificà | No es classificà | No es classificà | No es classificà | No es classificà | No es classificà | No es classificà |
| 1988  | No es classificà | No es classificà | No es classificà | No es classificà | No es classificà | No es classificà | No es classificà | No es classificà |
| 1992  | No es classificà | No es classificà | No es classificà | No es classificà | No es classificà | No es classificà | No es classificà | No es classificà |
| 1996  | No es classificà | No es classificà | No es classificà | No es classificà | No es classificà | No es classificà | No es classificà | No es classificà |
| 2000  | No es classificà | No es classificà | No es classificà | No es classificà | No es classificà | No es classificà | No es classificà | No es classificà |
| 2004  | No es classificà | No es classificà | No es classificà | No es classificà | No es classificà | No es classificà | No es classificà | No es classificà |
| 2008  | No es classificà | No es classificà | No es classificà | No es classificà | No es classificà | No es classificà | No es classificà | No es classificà |
| 2012  | No es classificà | No es classificà | No es classificà | No es classificà | No es classificà | No es classificà | No es classificà | No es classificà |
| 2016  | Semifinals       | 3r               | 6                | 4                | 0                | 2                | 10               | 6                |
| Total | -                | 1/15             | 6                | 4                | 0                | 2                | 10               | 6                |

## Entrenadors
- Jimmy Murphy (1958)
- Dave Bowen (1964-1974)
- Mike Smith (1974-1979)
- Mike England (1979-1987)
- Mike Smith (1987)
- Terry Yorath
- John Toshack (1994)
- Bobby Gould (1995-1999)
- Mark Hughes (1999-2004)
- John Toshack (2004-2010)
- Gary Speed (2010-)

## Equip
Els jugadors convocats pel Campionat d'Europa de futbol 2016
| Dorsal | Posició | Jugador            | Data de naixement/edat | Partits | Gols | Club                          |
| ------ | ------- | ------------------ | ---------------------- | ------- | ---- | ----------------------------- |
| 1      | POR     | Wayne Hennessey    | 24 de gener de 1987    | 57      | 0    | Crystal Palace                |
| 12     | POR     | Owain Fôn Williams | 17 de març de 1987     | 1       | 0    | Inverness Caledonian Thistle  |
| 21     | POR     | Danny Ward         | 22 de juny de 1993     | 2       | 0    | Liverpool                     |
| 2      | DEF     | Chris Gunter       | 21 de juliol de 1989   | 67      | 0    | Reading                       |
| 3      | DEF     | Neil Taylor        | 7 de febrer de 1989    | 28      | 0    | Swansea City                  |
| 4      | DEF     | Ben Davies         | 24 d'abril de 1993     | 20      | 0    | Tottenham Hotspur             |
| 5      | DEF     | James Chester      | 23 de gener de 1989    | 11      | 0    | West Bromwich Albion          |
| 6      | DEF     | Ashley Williams    | 23 d'agost de 1984     | 59      | 1    | Swansea City (captain)        |
| 15     | DEF     | Jazz Richards      | 12 d'abril de 1991     | 9       | 0    | Fulham                        |
| 19     | DEF     | James Collins      | 23 d'agost de 1983     | 47      | 3    | West Ham United               |
| 7      | MIG     | Joe Allen          | 14 de març de 1990     | 25      | 0    | Liverpool                     |
| 8      | MIG     | Andy King          | 29 d'octubre de 1988   | 33      | 2    | Leicester City                |
| 10     | MIG     | Aaron Ramsey       | 26 de desembre de 1990 | 39      | 10   | Arsenal                       |
| 14     | MIG     | David Edwards      | 3 de febrer de 1986    | 32      | 3    | Wolverhampton Wanderers       |
| 16     | MIG     | Joe Ledley         | 23 de gener de 1987    | 61      | 4    | Crystal Palace (vice captain) |
| 17     | MIG     | David Cotterill    | 4 de desembre de 1987  | 23      | 2    | Birmingham City               |
| 20     | MIG     | Jonathan Williams  | 9 d'octubre de 1993    | 12      | 0    | Crystal Palace                |
| 22     | MIG     | David Vaughan      | 18 de febrer de 1983   | 42      | 1    | Nottingham Forest             |
| 9      | DAV     | Hal Robson-Kanu    | 21 de maig de 1989     | 30      | 2    | Reading                       |
| 11     | DAV     | Gareth Bale        | 16 de juliol de 1989   | 55      | 19   | Reial Madrid                  |
| 13     | DAV     | George Williams    | 7 de setembre de 1995  | 7       | 0    | Fulham                        |
| 18     | DAV     | Sam Vokes          | 21 d'octubre de 1989   | 40      | 6    | Burnley                       |
| 23     | DAV     | Simon Church       | 10 de desembre de 1988 | 36      | 3    | Milton Keynes Dons            |

## Futbolistes destacats
Membres del Welsh Sports Hall of Fame en negreta:
| - Ivor Allchurch - Walley Barnes - Horace Blew - Dave Bowen - Ronnie Burgess - John Charles - Mel Charles - Chris Coleman - Vic Crowe - Dai Davies - Brian Flynn - Trevor Ford - Ryan Giggs - John Hartson - Billy Hughes - Mark Hughes |  | - Leighton James - Bryn Jones - Cliff Jones - Joey Jones - Paul Jones - Vinnie Jones - Fred Keenor - Jack Kelsey - Llewelyn Kenrick - George Latham - Ken Leek - John Mahoney - Terry Medwin - Andy Melville - Billy Meredith - Grenville Morris |  | - Jimmy Murphy - Peter Nicholas - Roy Paul - Ivor Powell - Kevin Ratcliffe - Leigh Richmond Roose - Ian Rush - Dean Saunders - Robbie Savage - Neville Southall - Gary Speed - Gary Sprake - Mickey Thomas - John Toshack - Roy Vernon - Terry Yorath |